# Gambara
Gambara là một đô thị thuộc tỉnh Brescia trong vùng Lombardia ở Ý. Đô thị này có diện tích 31 km², dân số 4523 người.
Đô thị này có các làng sau: Corvione.
Đô thị này giáp với các đô thị sau: Asola, Fiesse, Gottolengo, Isorella, Ostiano, Pralboino, Remedello, Volongo.